# The Live Ghost
The Live Ghost is een Amerikaanse komische korte film van Laurel en Hardy uit 1934.

## Verhaal
Kapitein Walter Long huurt Stan en Ollie in om bemanning voor zijn schip te ronselen in een zeemanscafé. Dat gaat aanvankelijk goed maar uiteindelijk worden Stan en Ollie ook op het schip, dat de naam heeft een spookschip te zijn, gedumpt. Als ze een haven aandoen gaan ze niet van het schip af, omdat ze bang zijn dat de rest van de bemanning wraak op hen zal nemen wegens het onvrijwillig ronselen. Een dronken dood gewaand bemanningslid valt in een bak witte kalk en in paniek roepen ze dat er een spook rondloopt. Dat hadden ze niet moeten zeggen: de kapitein draait hun hoofd 180 graden om.

## Rolverderling
| Acteur         | Personage               |
| -------------- | ----------------------- |
| Stan Laurel    | Stan                    |
| Oliver Hardy   | Ollie                   |
| Walter Long    | the captain             |
| Mae Busch      | Maisie, the "floozie"   |
| Arthur Housman | de dronken geestmatroos |
| Harry Bernard  | Joe, barman             |
| Leo Willis     | matroos                 |
| John Power     | matroos                 |
| Hubert Diltz   | matroos                 |
| Charlie Hall   | matroos                 |
| Dick Gilbert   | matroos                 |
| Art Rowlands   | matroos                 |
| Margot Sage    | eigenaar bar            |

## In de populaire cultuur
- De wijze waarop Laurel & Hardy matrozen ronselen werd door Marc Sleen ook gebruikt in een soortgelijke scène in het Neroalbum De Hoed van Geeraard de Duivel (1950).